# Delphinium staphisagria
Delphinium staphisagria (L., 1753), comunemente nota come speronella stafisagria, è una pianta erbacea annuale appartenente alla famiglia delle Ranunculaceae, originaria dei paesi del bacino del Mediterraneo.

## Descrizione
Pianta pubescente in tutte le sue parti, untuosa al tatto e dall'odore sgradevole.

### Fusto
Il fusto è eretto, robusto, alto 50–120 cm, peloso, con peli misti tra lunghi e corti.

### Foglie
Le foglie sono lucide, palmatopartite, lungamente picciolate, pubescenti o quasi glabre, grandi, lunghe 4–8 cm e larghe 5–10 cm, le 5-9 lobi larghi, oblungo lanceolate, incisi nelle foglie inferiori ed interni alle superiori.

### Fiori
I fiori sono raccolti in racemi terminali lassi, lunghi 20–30 cm, semplici. Sepali petaloidei, di colore azzurro-violaceo pubescenti all'esterno, il superiore prolungato in uno sperone corto, ottuso e bifido; 4 petali, i due superiori trasformati in nettari e prolungati, in uno sperone che penetra quello del calice, i laterali non speronati, cuneiformi, obovati e glabri. Numerosi stami disposti a spirale, con filamenti molto dilatati alla base, subulatti all'apice ed antere subsferiche. L'ovario di 2-3 carpelli liberi, sessili, assottigliati nello stilo, che è stimmatifero all'apice.

### Frutti
Il frutto è composto da 2-3 follicoli liberi, ventricosi, vellutati con 3-4 semi reciprocamente compressi e rivestiti di un tegumento rugoso e squamoso.

### Semi
I semi sono lunghi 4–5 mm e larghi un po' meno e spessi 1–2 mm, grigio-nerastri, di forma più o meno ovale o triangolare, con spigoli sporgenti e facce convesse o appiattite o concave, percorse da un reticolo sporgente che non scompare immergendoli nell'acqua; hanno un odore nullo quando secchi ma se inumiditi e triturati hanno un odore sgradevole e un sapore amaro e pungente.

## Distribuzione e habitat
Si trova nei luoghi ghiaiosi e ai margini dei campi. In Italia soprattutto lungo le coste del mezzogiorno e nelle isole.

## Ciclo biologico
Pianta annuale, che può essere propagata per seme nel mese di aprile, fiorisce nel mese di maggio e fruttifica nel mese di agosto.

## Principi attivi
I semi contengono alcaloidi tra cui delfinina, delfisina, delfinoidina, stafisagrodina si trova anche acido malico, acido stafisarico , olio fisso e olio volatile, mucillagini.

## Usi
Per uso esterno si utilizza la tintura o l'infuso dei semi come insetticida contro i pidocchi e la scabbia degli animali. Un tempo nella medicina popolare i semi venivano utilizzati  per uso interno come antelmitico e sedativo ma il sovradosaggio è causa di avvelenamenti anche mortali, genera irritazioni gastro-enteriche accompagnate da vomito e diarrea e da fenomeni di asfissia per arresto cardiaco.